# Montebourg
Montebourg è un comune francese di 2 230 abitanti situato nel dipartimento della Manica nella regione della Normandia.

## Società

### Evoluzione demografica
Abitanti censiti

## Amministrazione

### Gemellaggi
- Sturminster Newton
- Saint Saviour
- Dal 1960 esiste una partnership con Walheim (Germania) che, dopo la sua incorporazione nella città di Aquisgrana del 1972, è mantenuta dal distretto di Kornelimünster/Walheim

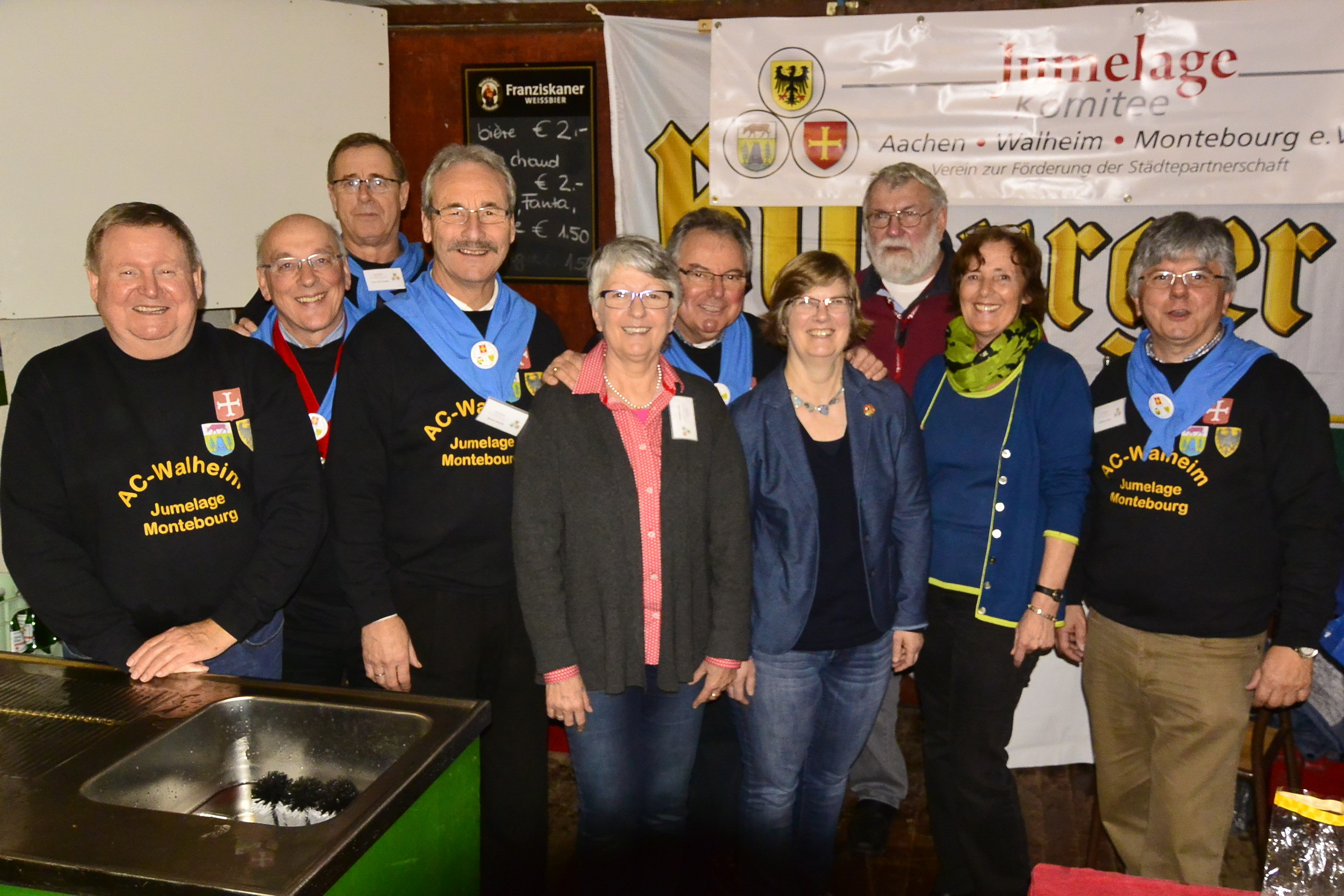
Aachen-Walheim Partnership Committee
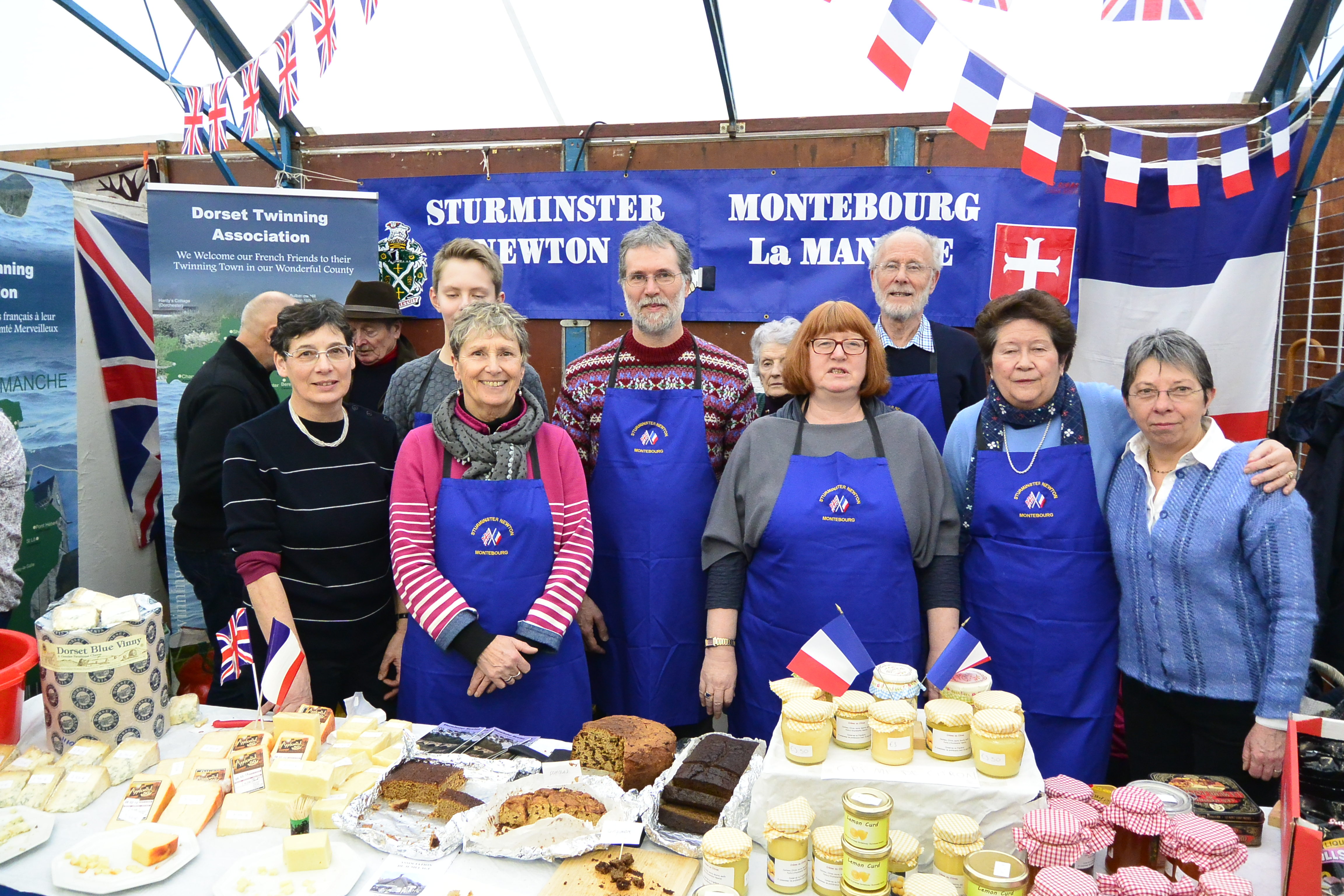
Sturminster Newton Partnership Committee
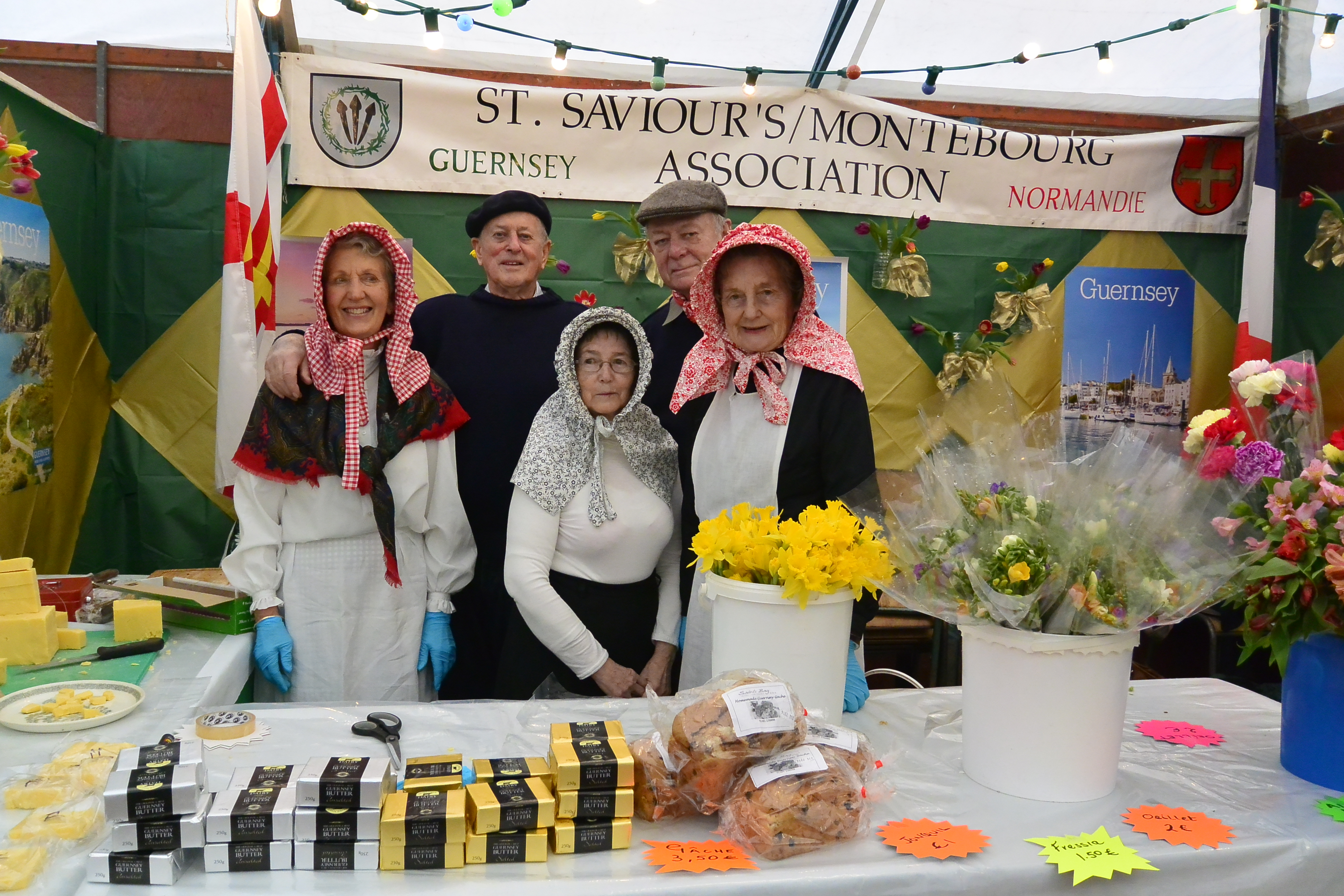
Saint Saviour Partnership Committee